# Ďubkatec pohárkovitý
Ďubkatec pohárkovitý (Coltricia perennis) je nejedlá houba z čeledi kožovkovitých.

## Popis

### Plodnice
Plodnice jsou jednoleté, navzájem srůstající. Plodnice je v celkovém pohledu okrouhlá, rozčleněná v kloboukovou a třeňovou část.

#### Třeň
Třeň je 1,5–7 cm dlouhý, 0,2–1 cm tlustý, válcovitý, plstnatý, středový, na bázi mírně hlízovitě rozšířen. Barvy třeně: světle rezavě hnědá až tmavohnědá.

#### Klobouk
Velikost klobouku je 3–10 cm v průměru. Klobouk má v mládí plochý tvar, který ve stáří přechází na nálevkovitý tvar se zvlněným okrajem a sousední klobouky často srůstají. Povrch klobouku je soustředně úzce pásovaný, střídají se barvy žlutě skořicové, rezavě hnědé, kaštanové, tmavě hnědé. V mládí je jemně plstnatý, později olysává a ve stáří je šedookrový.

#### Hymenofor
Hymenofor je v podobě rourek, ty jsou do 3 mm dlouhé a sbíhají na třeň. Póry jsou drobné, tenkostěnné, okrouhlé až nepravidelně hranaté. Nejprve jsou bělavě ojíněné, ve stáří tmavě hnědé.

#### Dužnina
Dužnina je tenká, vláknitě kožovitá, za sucha tvrdá a křehká, bez výrazné chuti a vůně.

## Výskyt
Roste v červnu až listopadu ve skupinách na zemi, většinou na písčité půdě v borových lesích s kyselou půdou, kde cizopasí na kořenech borovice. Objevuje se jednotlivě nebo ve skupinách na náspech, cestách, ale i na pařezech a spáleništích.

## Záměny
Ďubkatec je často zaměňován s ďubkatcem skořicovým (Coltricia cinnamomea) a nebo s ďubkatcem Montagneovým (Coltricia montagnei).

## Galerie

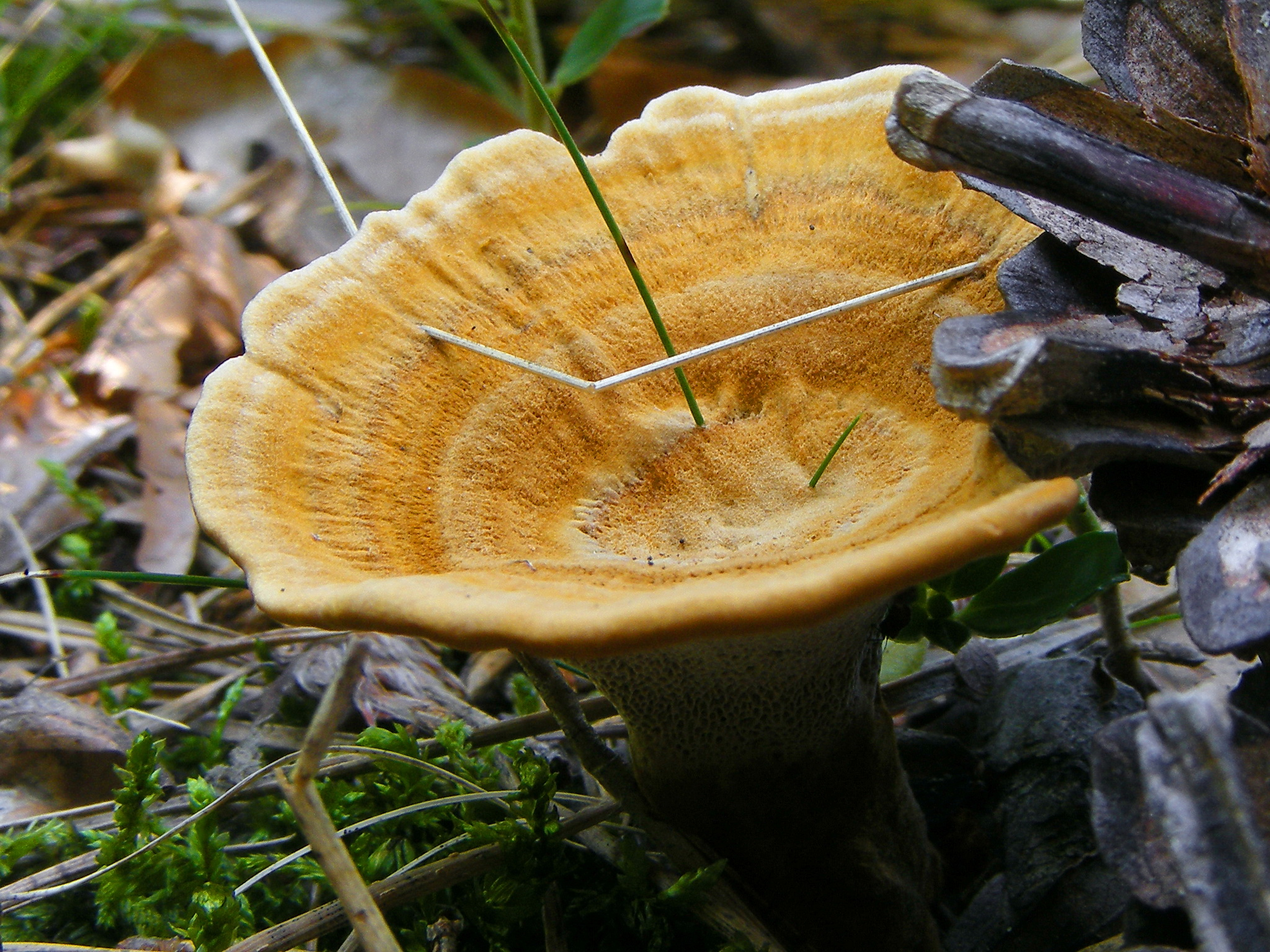
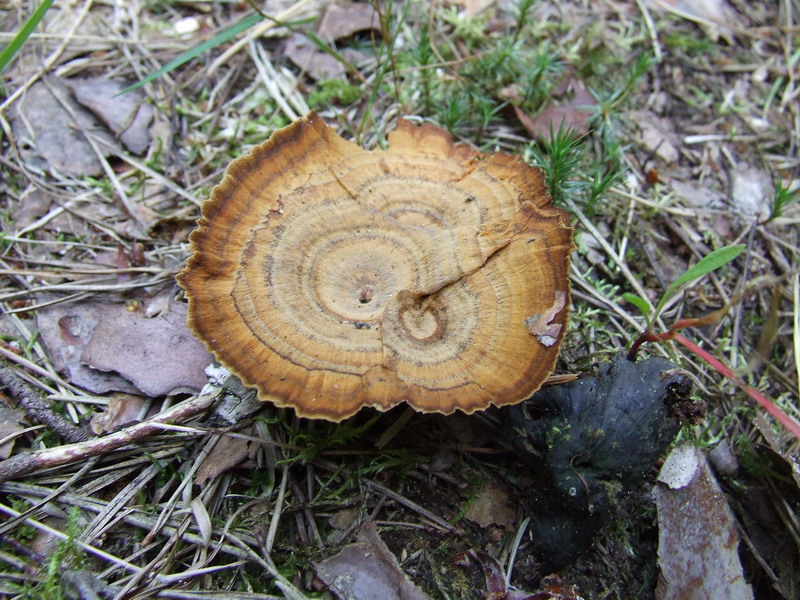
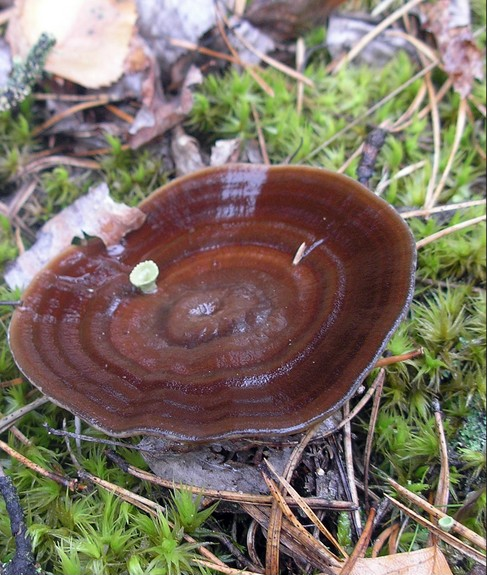
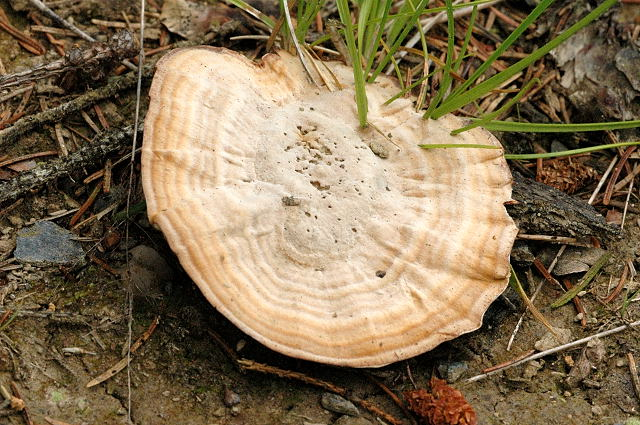
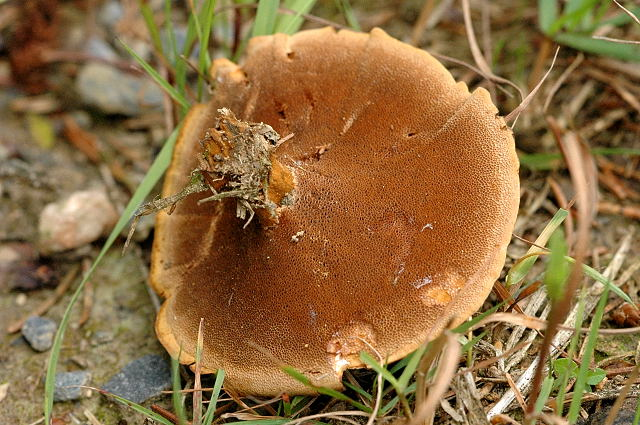
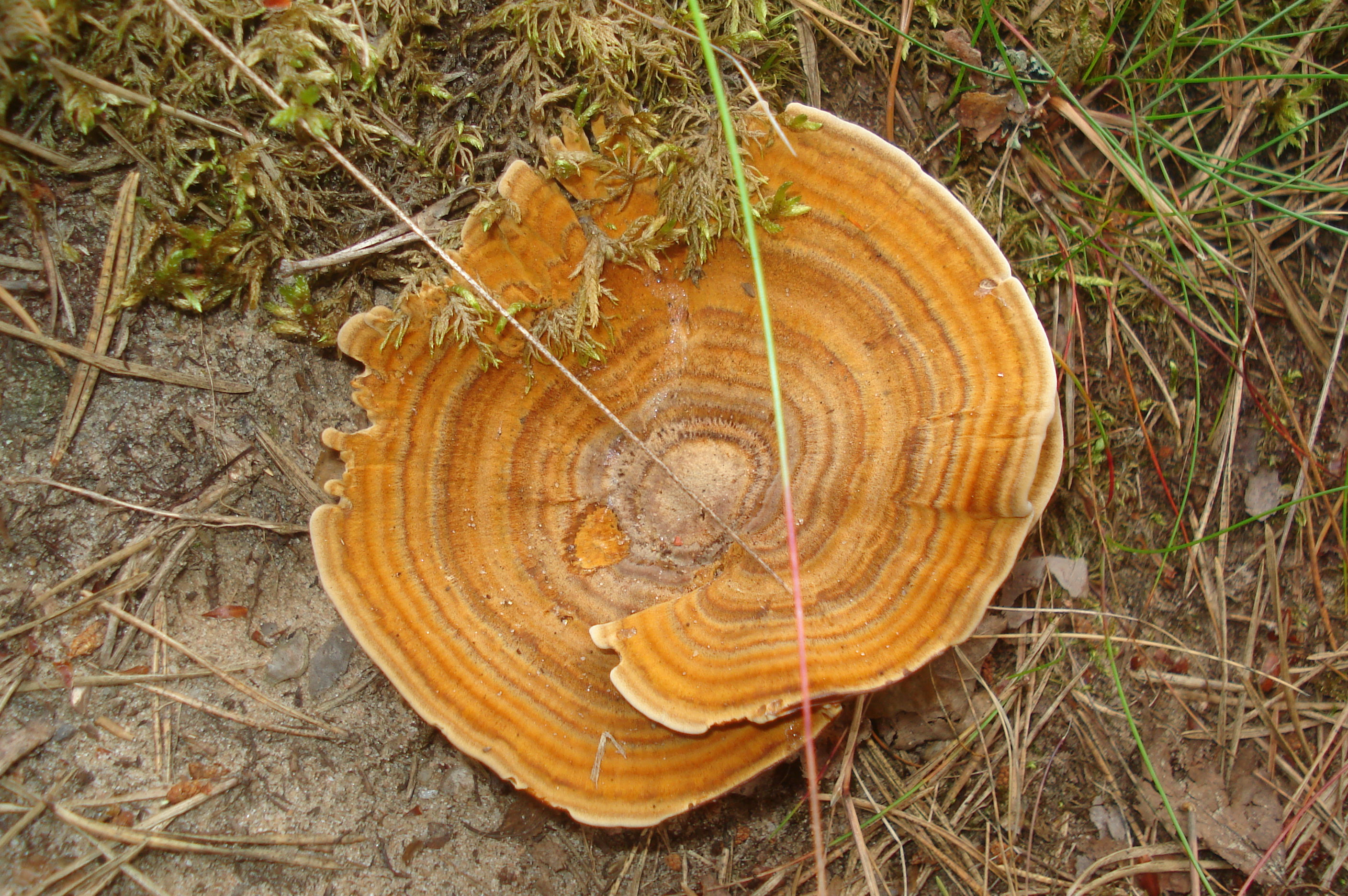
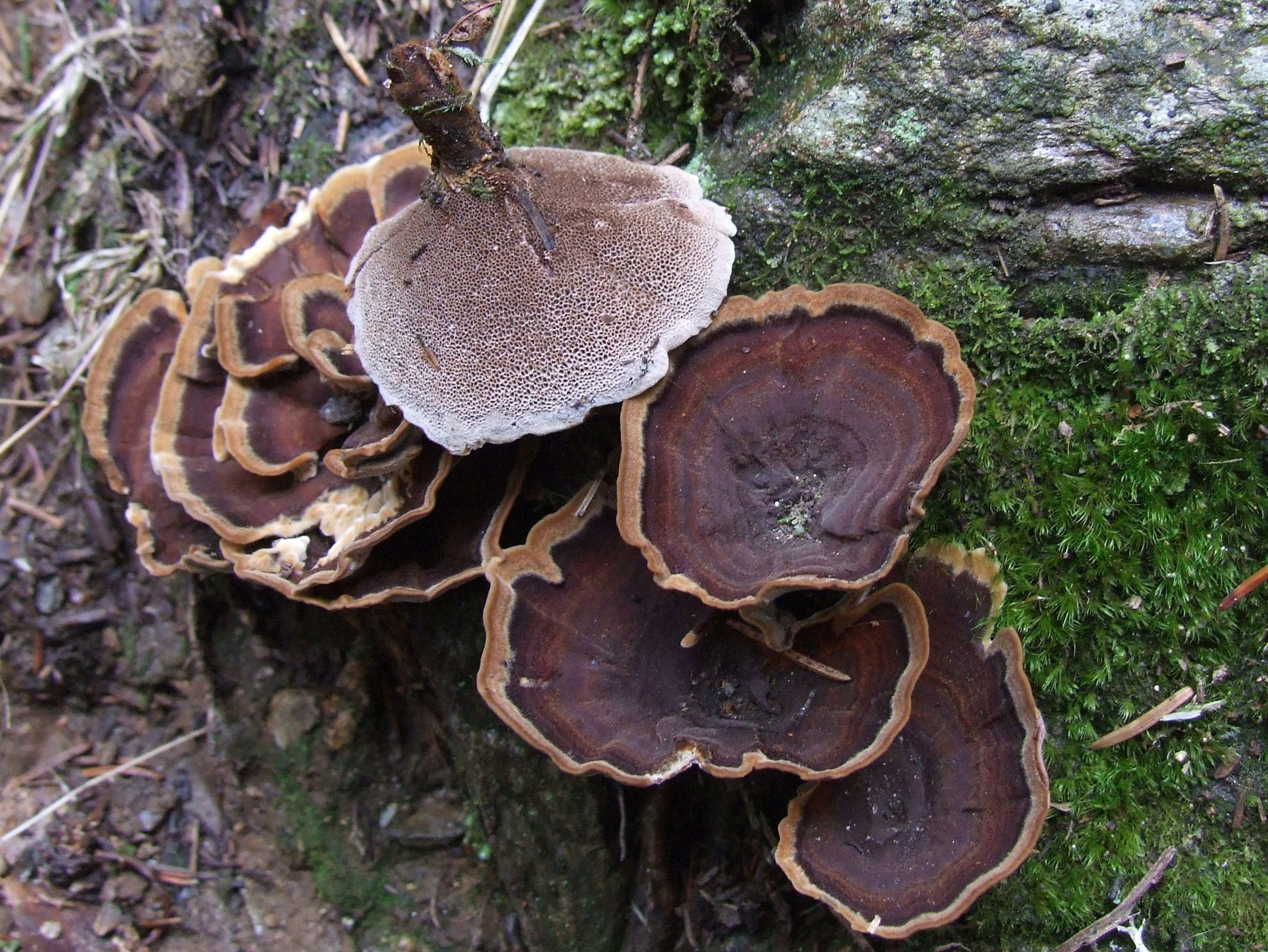
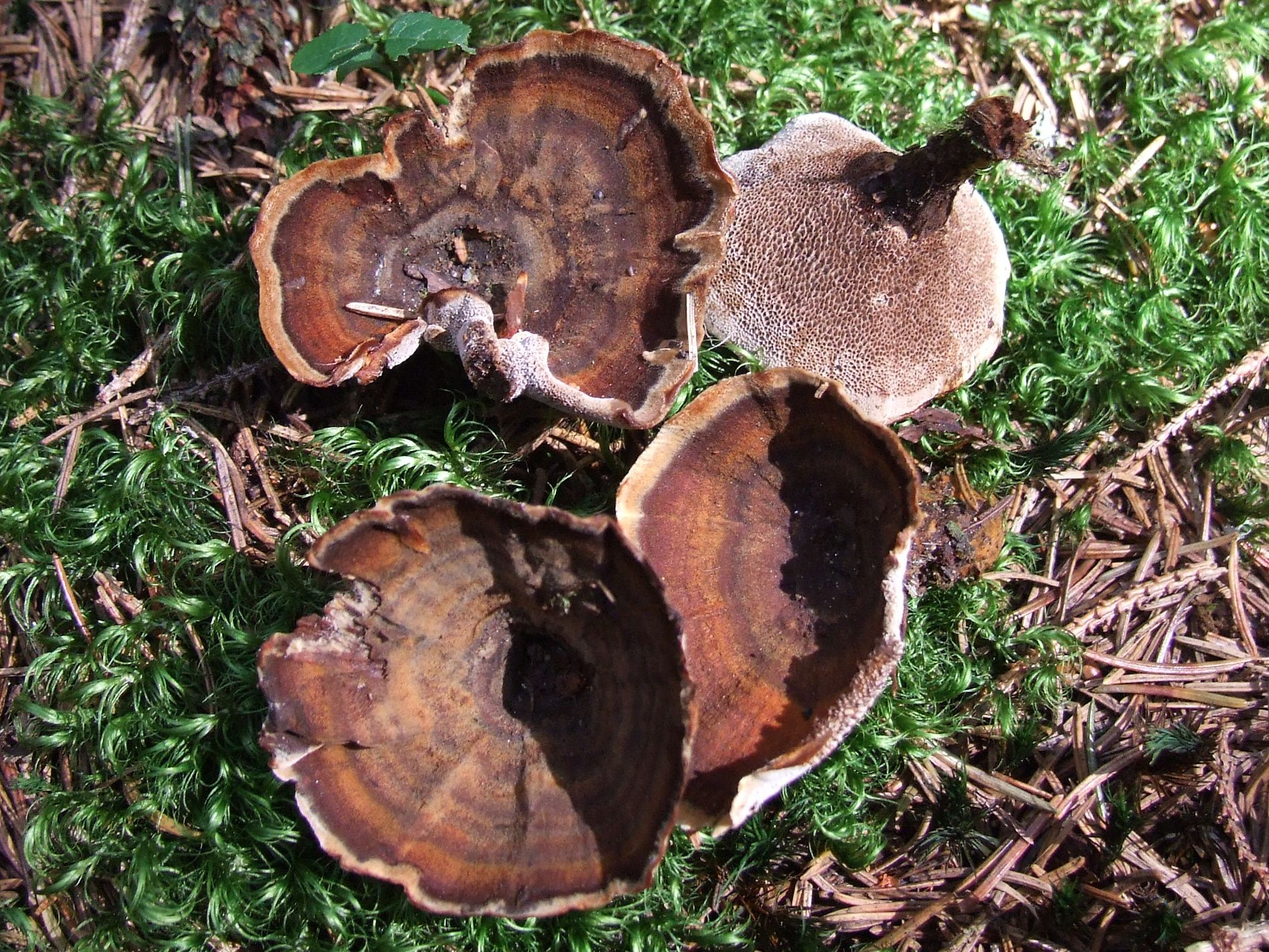
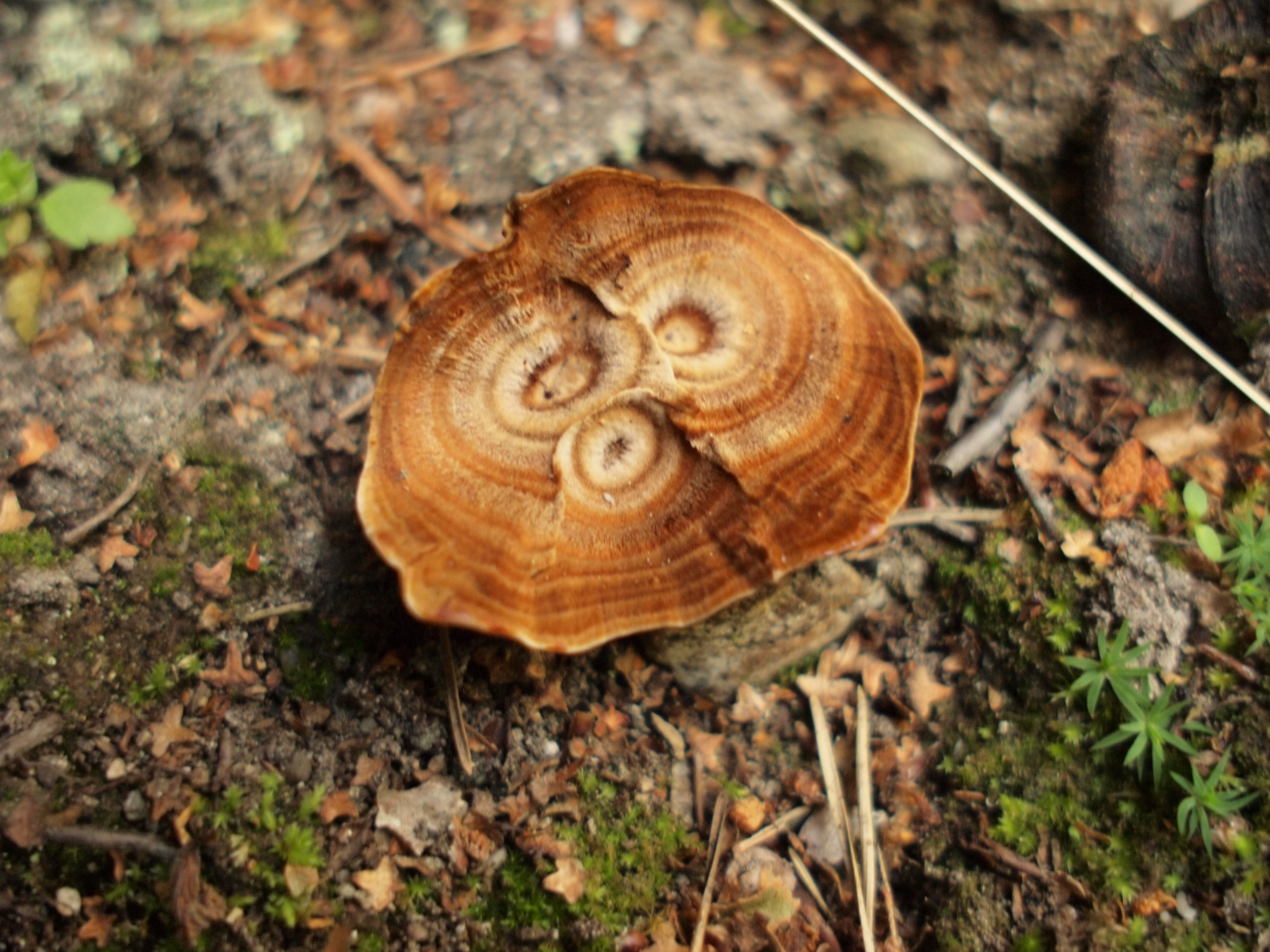
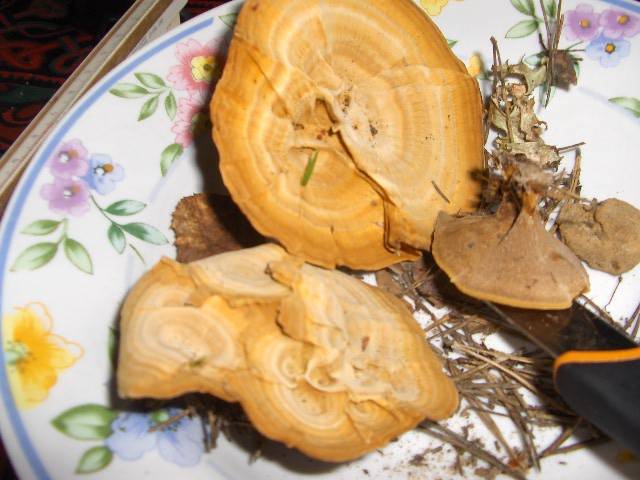
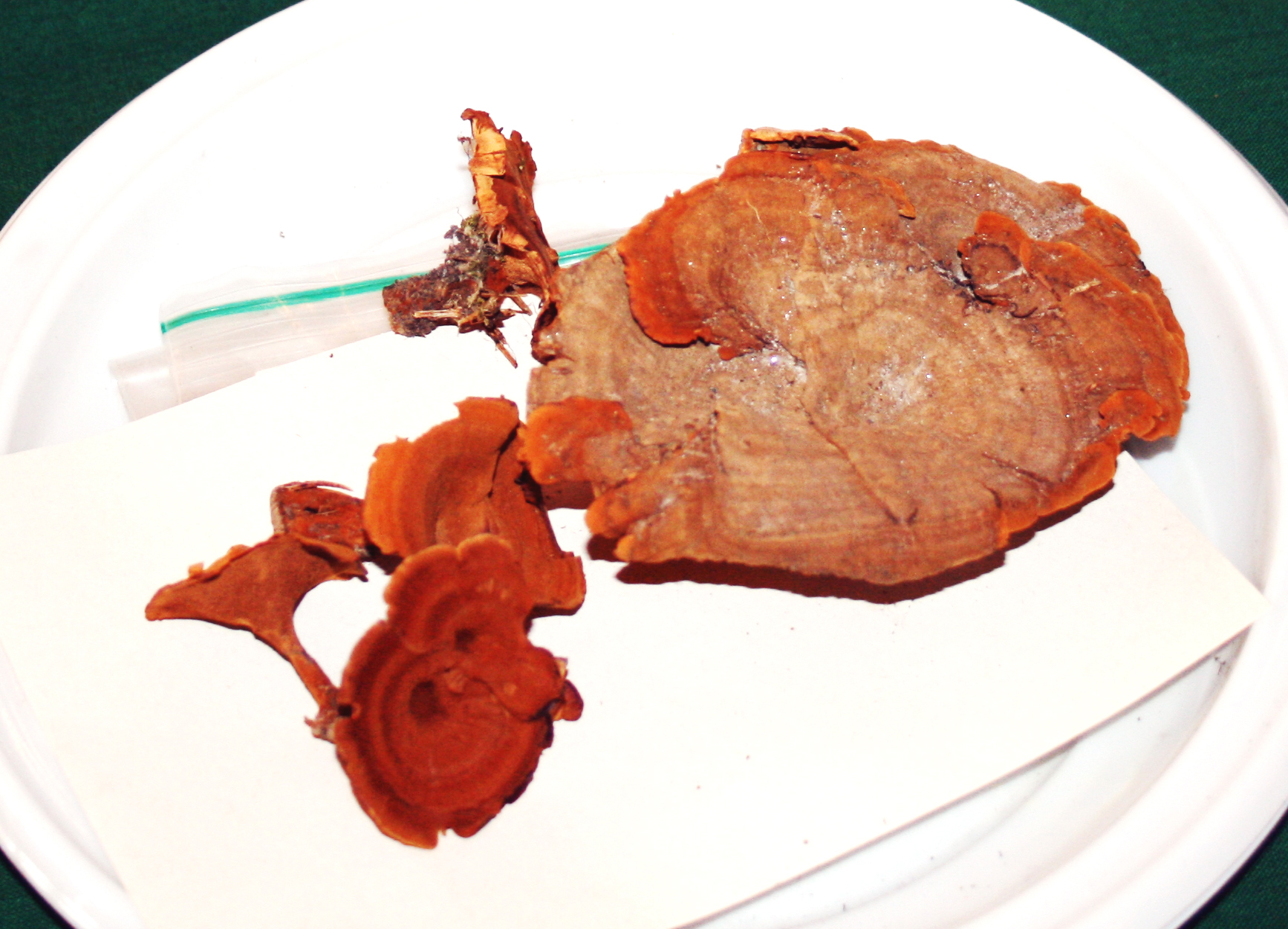

## Synonyma
- Boletus confluens Schumach., Enum. pl. (Kjbenhavn) 2: 378 (1803)
- Boletus cyathiformis Vill., Hist. pl. Dauphiné 3(2): 1040 (1789)
- Boletus fimbriatus Roth, Catal. Bot. 1: 240 (1797)
- Boletus fimbriatus Bull., Hist. Champ. Fr. (Paris): 332 (1791)
- Boletus infundibulum Roth, Catal. Bot. 1: 244 (1797)
- Boletus lejeunii L. Marchand, Bijdr. Natuurk. Wetensch. 1: 413 (1826)
- Boletus leucoporus Holmsk., Beata Ruris Otia FUNGIS DANICIS 1: 57 (1790)
- Boletus perennis L., Sp. pl. 2: 1177 (1753)
- Boletus perfosssus L. Marchand, Bijdr. Natuurk. Wetensch. 1: 414 (1826)
- Boletus subtomentosus Bolton [as 'subtomentosum'], Hist. fung. Halifax (Huddersfield) 2: 87 (1788)
- Coltricia connata Gray, Nat. Arr. Brit. Pl. (London) 1: 644 (1821)
- Coltricia perennis f. alba (Wanin) Domański, in Domański, Orlog & Skiergiello, Flora Polska. Grzyby (Mycota). Podstawczaki (Basidiomycetes), Bezblaszkowce (Aphyllophorales), Skórnikowate (Stereaceae), Pucharkowate (Podoscyphaceae) (Kraków): 327 (1967)
- Coltricia perennis (L.) Murrill, J. Mycol. 9(2): 91 (1903) f. perennis
- Coltricia perennis var. alba Wanin, Botan. Mater. Otdela Sporovykh Rastenii, Bot. Inst. Akad. Nauk SSSR 2: 16 (1932)
- Coltricia perennis (L.) Murrill, J. Mycol. 9(2): 91 (1903) var. perennis
- Microporus perennis (L.) Kuntze, Revis. gen. pl. (Leipzig) 3(2): 494 (1898)
- Ochroporus perennis (L.) J. Schröt., in Cohn, Krypt.-Fl. Schlesien (Breslau) 3.1(25–32): 488 (1888) [1889]
- Pelloporus fimbriatus (Bull.) Quél., Enchir. fung. (Paris): 166 (1886)
- Pelloporus parvulus Lázaro Ibiza, Revta R. Acad. Cienc. exact. fis. nat. Madr. 14: 110 (1916)
- Pelloporus perennis (L.) Quél., Enchir. fung. (Paris): 166 (1886)
- Polyporus parvulus Lázaro Ibiza, Revta R. Acad. Cienc. exact. fis. nat. Madr. 14: 99 (1916)
- Polyporus perennis (L.) Fr., Syst. mycol. (Lundae) 1: 350 (1821)
- Polyporus perennis var. canadensis Klotzsch ex Berk., Ann. nat. Hist., Mag. Zool. Bot. Geol. 3: 385 (1839)
- Polyporus perennis (L.) Fr., Syst. mycol. (Lundae) 1: 350 (1821) var. perennis
- Polyporus scutellatus I.G. Borshch., Reise Sibir. 1: 144 (1850)
- Polystictus decurrens Lloyd, Mycol. Writ. 3: 12 (1908)
- Polystictus perennis (L.) Fr., Meddn Soc. Fauna Flora fenn. 5: 39 (1879)
- Polystictus perennis (L.) Fr., Meddn Soc. Fauna Flora fenn. 5: 39 (1879) f. perennis
- Polystictus perennis f. simillimus Lloyd, Mycol. Writ. 3 (polyporoid issue 1): 8 (1908)
- Polystictus perennis var. alba Vanin, Notul. syst. Inst. cryptog. Horti bot. petropol. 2: 16 (1923)
- Polystictus perennis (L.) Fr., Meddn Soc. Fauna Flora fenn. 5: 39 (1879) var. perennis
- Polystictus perennis var. prolifer Lloyd ex Sacc., Syll. fung. (Abellini) 21: 309 (1912)
- Polystictus perennis var. simillimus (Lloyd) Sacc. & Trotter, Syll. fung. (Abellini) 21: 309 (1912)
- Polystictus prolifer Lloyd, Mycol. Writ. 3: 8 (1908)
- Suillus perennis (L.) Roussel, F. Calvados: 34 (1796)
- Trametes perennis (L.) Fr., Summa veg. Scand., Section Post. (Stockholm): 323 (1849)
- Xanthochrous perennis (L.) Pat., Essai Tax. Hyménomyc. (Lons-le-Saunier): 100 (1900)
- Xanthochrous perennis var. fimbriatus (Bull.) L. Corb., Mém. Soc. natn. Sci. nat. math. Cherbourg 40: 221 (1929)
- Xanthochrous perennis (L.) Pat., Essai Tax. Hyménomyc. (Lons-le-Saunier): 100 (1900) var. perennis
- Xanthochrous perennis var. typicus Maire, Treb. Mus. Ciènc. nat. Barcelona, sér. bot. 15(no. 2): 38 (1933) [1]